# Voûte concrète

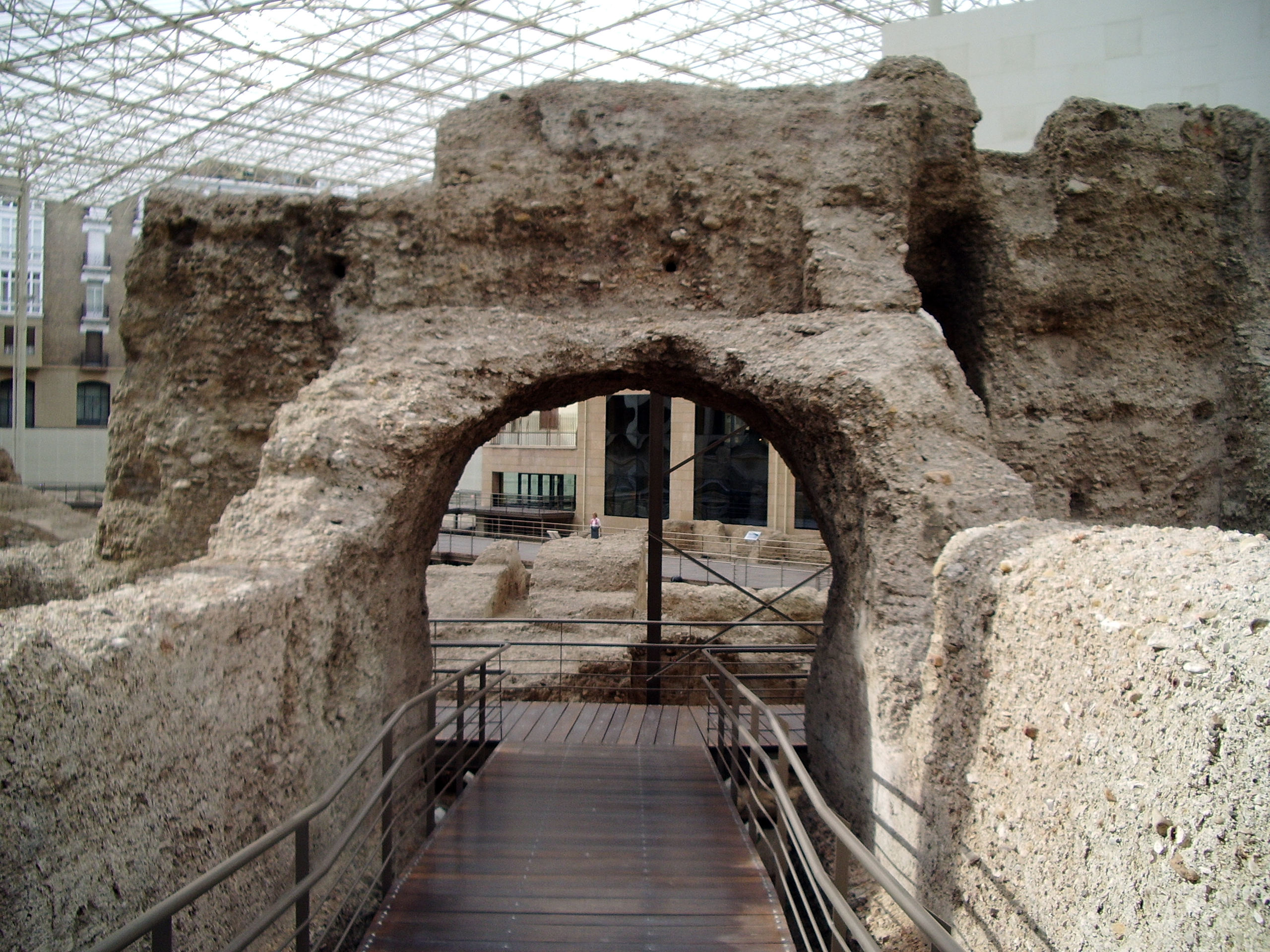
Vomitorium du théâtre romain de Caesaraugusta, Saragosse, voûte concrète.

La voute concrète est la manière de faire les voûtes par les Romains, par maçonnage des cementa liées à la chaux, sur des cintres en bois. Cette méthode permettait d'écarter définitivement les problèmes de stéréotomie, inhérents au grand appareil, notamment dans les pénétrations de berceaux des voûtes d'arêtes. Une fois le cintre retiré, la voûte se comportait comme un ensemble monolithique, dont la solidité était fonction de la qualité du mortier. La voûte pouvait être parementée en brique (coffrage perdu) ou plus souvent enduite.

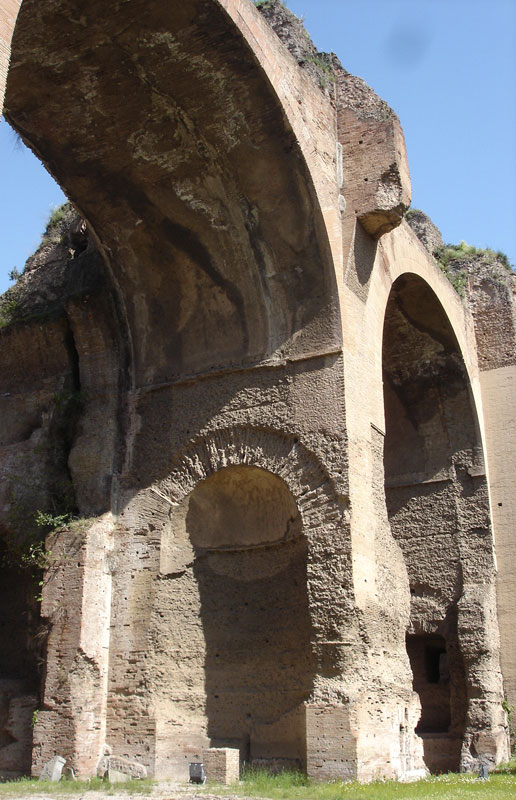
Arcades du frigidarium, thermes de Caracalla.
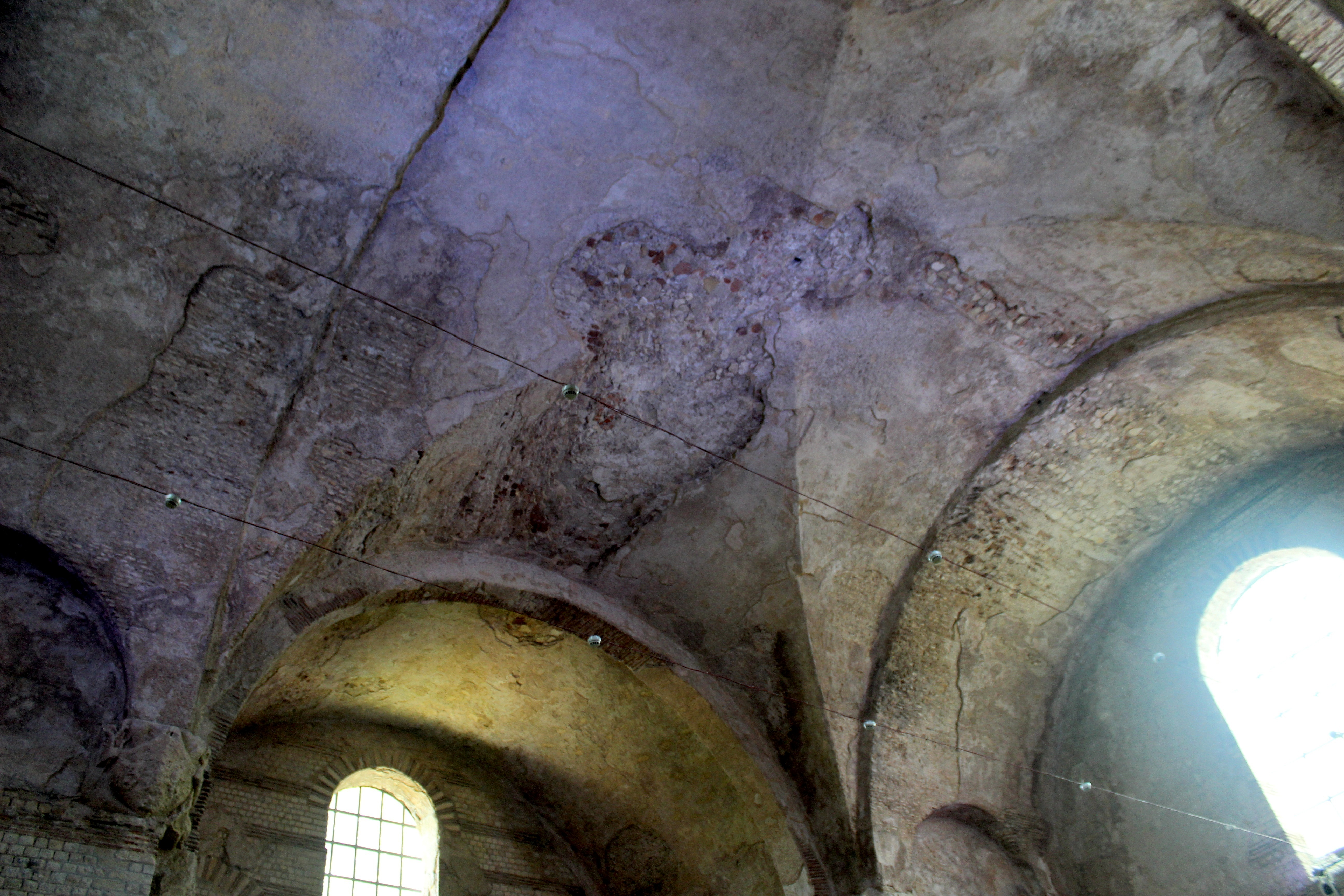
Voûte d'arêtes, thermes de Cluny, frigidarium, Paris.